# Distretto di Suyeong
Suyeong (Hangŭl: 수영구; Hanja: 水營區) è un distretto di Busan. Ha una superficie di 10,16 km² e una popolazione di 180.000 abitanti al 2006.